# ジーゲル・ウォルフィッツの定理

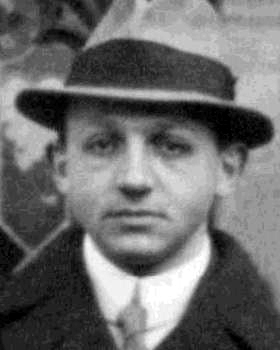
アーノルド・ウォルフィッツ

解析的整数論における、ジーゲル・ウォルフィッツの定理(英: Siegel–Walfisz theorem)は、カール・ジーゲルによる定理の算術級数における素数(primes in arithmetic progression)への応用として、アーノルド・ウォルフィッツ(Arnold Walfisz)により得られた。

## 定理の内容
{\displaystyle \psi (x;q,a)=\sum _{n\leq x \atop n\equiv a{\pmod {q}}}\Lambda (n)}
と定義する。ここに {\displaystyle \Lambda } はフォン・マンゴルト函数 で {\displaystyle \phi } オイラーのトーシェント函数とする。定理は、任意の実数 N に対し、N のみに依存する以下を満たす正の定数 {\displaystyle C_{N}} が存在することを主張する。(a, q) = 1 かつ
{\displaystyle q\leq (\log x)^{N}}
であるときは、必ず
{\displaystyle \psi (x;q,a)={\frac {x}{\varphi (q)}}+O\left(x\exp \left(-C_{N}(\log x)^{\frac {1}{2}}\right)\right)}
となる。

## 注意
定数 {\displaystyle C_{N}} は計算可能ではないため、ジーゲルの定理は有効でない。
定理より、次の形の算術級数の素数定理を導くことができる。(a, q) = 1 に対し、{\displaystyle \pi (x;q,a)} により、mod q で a に合同な、x 以下の素数の個数を表すとすると、
{\displaystyle \pi (x;q,a)={\frac {{\rm {Li}}(x)}{\varphi (q)}}+O\left(x\exp \left(-{\frac {C_{N}}{2}}(\log x)^{\frac {1}{2}}\right)\right),}
となる。ここに N, a, q, CN, φ は定理のもの、Li は補正対数積分である。